# Nina Pavlovna Annenkova-Bernar
Nina Pavlovna Annenkova-Bernar (1864  — Oremburgo, 1933) foi uma atriz e escritora russa.

## Biografia
Nina Pavlovna Annenkova-Bernar (nome de solteira Drujinina) nasceu em 1864. Formou-se no Ginásio Feminino Mariinski (São Petersburgo) e estudou nos cursos de teatro sob a direção de Vera Vassílievna Samoilova .
Como atriz, apresentou-se em Vilnius, Cazã, Oremburgo, Samara e outras cidades até 1888, e então no teatro de Elizaveta Goreva (Moscou, 1889), e no Teatro Aleksandrinski, entre 1890 e 1893.
A partir de meados da década de 1890, publicou novelas e contos em periódicos impressos, frequentemente nas revistas "Russkoe bogatstvo" (A Riqueza Russa), "Russkaia mysl" (O Pensamento Russo), "Nedelia" (Semana) e "Vestnik Evrópi" (O Mensageiro da Europa).
Em separado, foram publicadas sua coletânea "Rasskazov i otcherkov" (Contos e ensaios, 1901), "Babutchka i vnutchka" (Vovó e neta, 1904) e as peças teatrais "Dotch naroda" (Filha da nação, 1903) [4] e "Drama v 3 d. i 5 kart. iz jizni kirginzskogo naroda" (Drama em 3 atos e 5 cenas da vida da nação quirguize, 1923).
Após a Revolução de Outubro de 1917, foi viver em Oremburgo, onde dirigiu por algum tempo o estúdio teatral para a juventude.
Faleceu em 1933.